# Paremballonura tiavato
Paremballonura tiavato  (Goodman, Cardiff, Ranivo, Russell & Yoder, 2006) è un pipistrello della famiglia degli Emballonuridi endemico del Madagascar.

## Descrizione

### Dimensioni
Pipistrello di piccole dimensioni, con la lunghezza totale tra 55 e 64 mm, la lunghezza dell'avambraccio tra 35 e 41 mm, la lunghezza della coda tra 15 e 18 mm, la lunghezza del piede tra 5 e 6 mm, la lunghezza delle orecchie tra 11 e 14 mm e un peso fino a 3,8 g.

### Aspetto
La pelliccia è lunga ed arruffata. Le parti dorsali sono bruno-grigiastre, mentre quelle ventrali sono bruno-giallastre. Le orecchie sono lunghe e arrotondate. Il margine interno del trago è convesso e fornito di una proiezione all'estremità. Le membrane alari sono scure. È privo delle caratteristiche sacche golari ed alari presenti nella maggior parte dei membri della famiglia. Il calcar è leggermente più corto della tibia. La coda fuoriesce dalla superficie dorsale dell'uropatagio a circa metà della sua lunghezza.

### Ecolocazione
Emette ultrasuoni a basso ciclo di lavoro, frequenza modulata, di breve durata con energia massima a 55,2 kHz. Oltre alla fondamentale sono presenti fino a 5 armoniche.

## Biologia

### Comportamento
Si rifugia all'interno di grotte, crepacci o in zone con ammassi rocciosi in piccoli gruppi fino a 20 individui. L'attività inizia al tramonto sotto la copertura forestale o in prossimità di corsi d'acqua con le sponde ricoperte densamente di vegetazione.

### Alimentazione
Si nutre di insetti, particolarmente di lepidotteri.

### Riproduzione
Femmine gravide sono state osservate tra novembre e febbraio. Danno alla luce un piccolo alla volta.

## Distribuzione e habitat
Questa specie è diffusa lungo le coste settentrionali e nord-occidentali del Madagascar.
Vive nelle foreste relativamente intatte fino a 330 metri di altitudine.

## Conservazione
La IUCN Red List, considerato il vasto areale e nonostante il suo habitat sia in declino a causa della conversione in terreno coltivabile, classifica P. tiavato come specie a rischio minimo (Least Concern).